# Adrano

Localització d'Adrano

Adrano (sicilià Adranu) és un municipi italià, situat a la regió de Sicília i a la ciutat metropolitana de Catània. L'any 2007 tenia 36.126 habitants. Limita amb els municipis de Belpasso, Biancavilla, Bronte, Castiglione di Sicilia, Centuripe (EN), Maletto, Nicolosi, Randazzo, Sant'Alfio i Zafferana Etnea.

## Administració
| Període | Identitat         | Partit |
| ------- | ----------------- | ------ |
| 2008-   | Giuseppe Ferrante | Centre |

## Galeria d'imatges

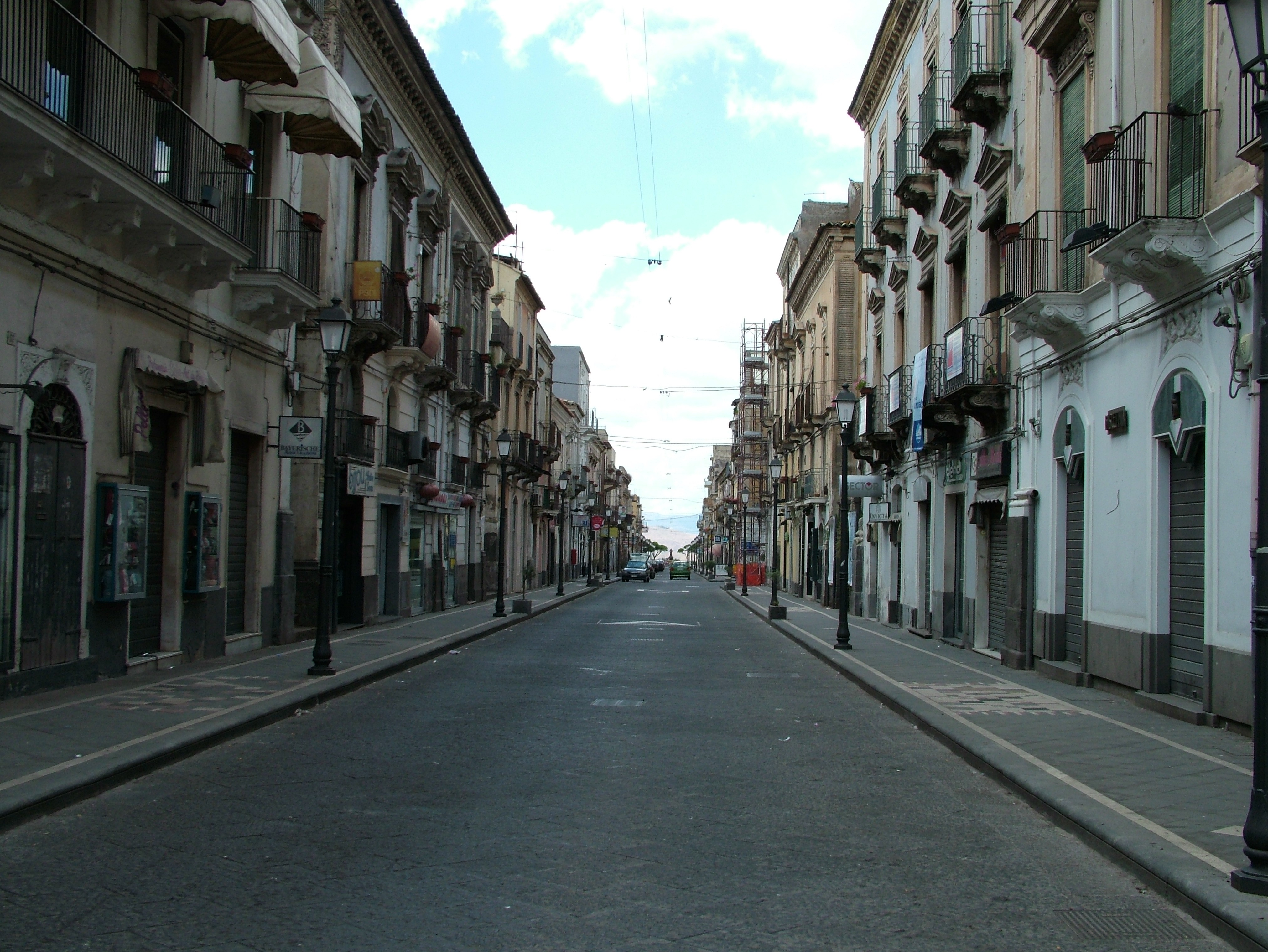
Via Garibaldi
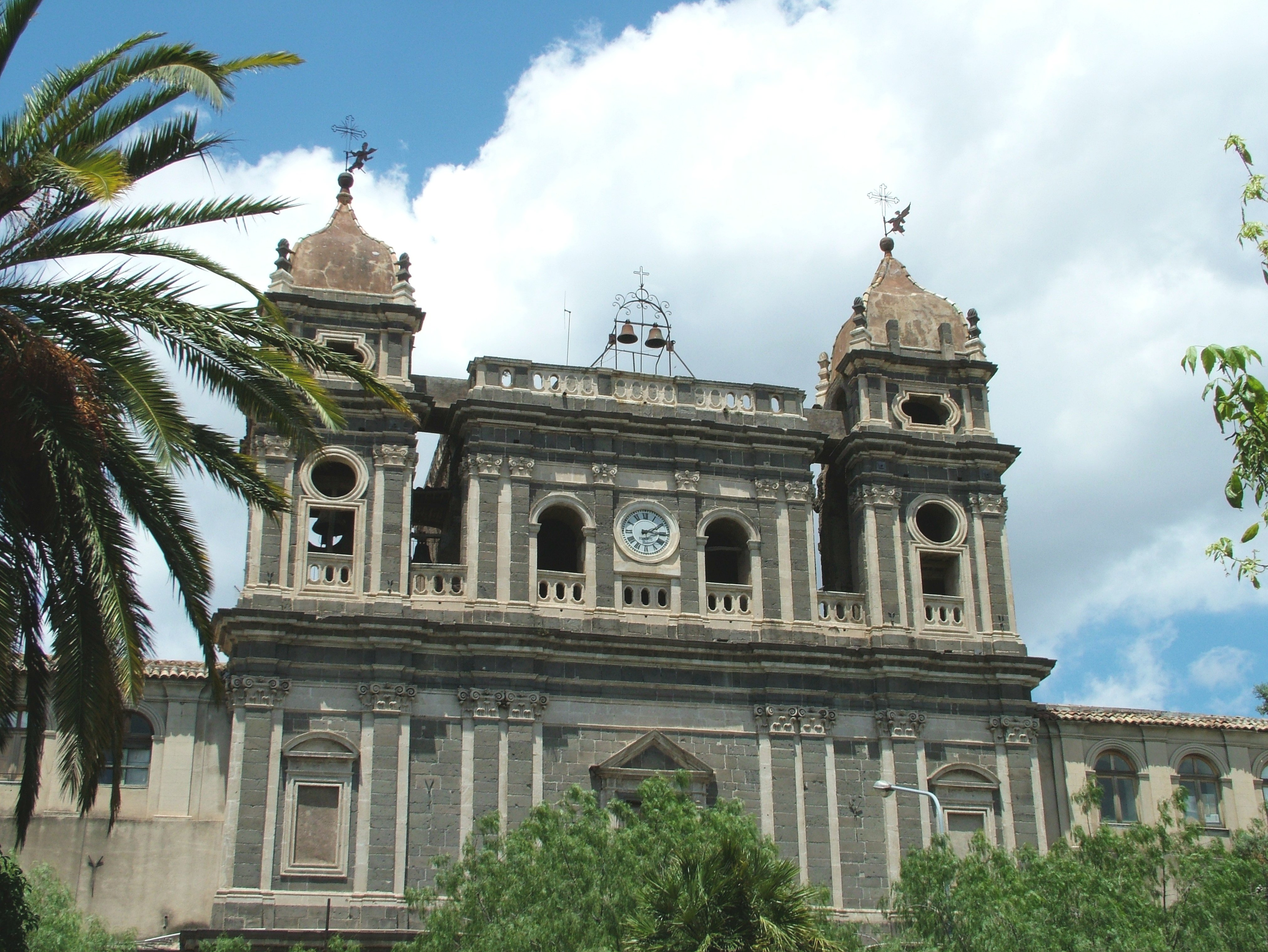
Monestir Santa Chiara
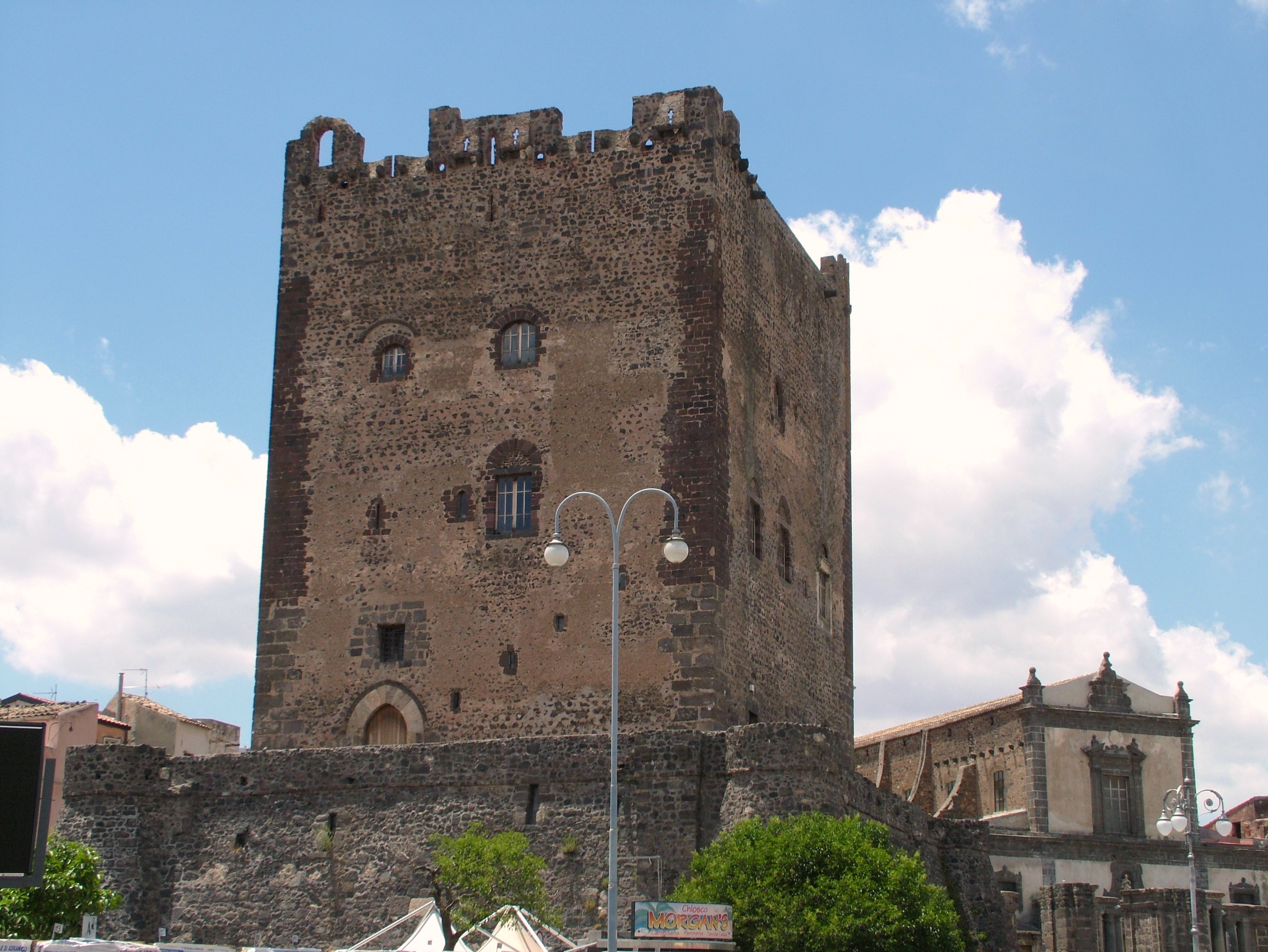
Castell normand